# Андрійко Ольга Пилипівна
Ольга Пилипівна Андрі́йко (нар. 11 липня 1921, Новоолександрівка — пом. 10 березня 1989, Одеса) — українська радянська вчена у галузях зоології та паразитології, доктор біологічних наук з 1970 року, професор з 1970 року.

## Біографія
Народилася 11 липня 1921 року в селі Новоолександрівці (тепер Подільський район Одеської області, Україна). Навчалася в Одеському університеті, 1947 року закінчила біологічний факультет Львівського університету, у 1951 році аспірантуру. Відтоді працювала асистентом в Одеському медичному інституті на кафедрі біології; у 1957—1967 роках — старший науковий співробітник в Інституті зоології АН Молдавської РСР у Кишиневі; від 1967 року — доцент, від 1970 року — професор кафедри зоології безхребетних Одеського університету.
Померла в Одесі 10 березня 1989 року. Похована у селі Дачному (тепер — Одеського району Одеської області).

## Наукова діяльність
Дослідження у галузі паразитології. Вчена подала еколого-фауністичний огляд та визначила практичне значення паразитофауни гризунів та зайцеподібних Молдавії; зареєструвала 412 видів теріопаразитів. Найцінніші препарати паразитів з її колекції зберігаються в Інституті зоології НАНУ у Києві. Праці:
- О нематодах насекомоядных млекопитающих Прутско-Днестровского междуречья // Паразиты позвоноч. животных. Кишинев, 1969;
- Эколого-фаунистический анализ и практическое значение паразитофауны грызунов и зайцеобразных Молдавии // Паразиты вороновых птиц, грызунов и зайцеобразных Молдавии. Кишинев, 1970;
- О трематодах насекомоядных (Insectivora) Молдавии // ПЖР. 1970. Вып. 5;
- К характеристике гельминтофауны насекомоядных (Insectivora) Советского Союза // ППар. 1972. Ч. 1;
- Паразиты млекопитающих Молдавии. Кишинев, 1973;
- Сравнительный анализ гельминтозов Microchiroptera и Insectivora на территории Юго-Запада СССР // Паразиты и паразитоценозы животных и растений Днестровско-Прутского междуречья. Кишинев, 1987.